# Хосконен, Артту
Артту Хосконен (фин. Arttu Hoskonen; род. 16 апреля 1997, Каарина, Турку-Пори) — финский футболист, защитник клуба «Краковия» и национальной сборной Финляндии.

## Карьера

### «Интер» Турку

#### Начало карьеры
Футболом начал заниматься в юношеском возрасте в финском клубе «КааПо» из родного города. В 2010 году перебрался в структуру «Интера» из города Турку. В 2015 году впервые попал в заявку основной команды клуба, однако так и не дебютировал, продолжая выступать в юношеском первенстве до 19 лет. В начале 2016 года также выступал в юношеской команде, однако стал регулярно попадать на матчи основной команды. Дебютировал за клуб 9 мая 2016 года в матче против клуба «Мариехамн», выйдя на замену на 76 минуте. Затем футболист закрепился в основной команде клуба, став одним из ключевых игроков. По итогу сезона занял предпоследнее место в турнирной таблице и отправился в стыковые матчи на сохранение прописки в Вейккауслиге.
Большую часть сезона 2017 года футболист пропустил, сыграв лишь 6 матчей за основную команду. Первый матч в следующем сезоне сыграл 19 января 2018 года в рамках Кубка Финляндии против клуба ЕИФ. Дебютный гол забил 4 марта 2018 года в кубковом матче 4 марта 2018 года против клуба «Клуби-04». В полуфинальном матче 3 апреля 2018 года одержал победу над клубом ЕИФ и вышел в финал Кубка Финляндии. Первый матч в чемпионате сыграл 7 апреля 2018 года против клуба ВПС. В финале Кубка Финляндии 12 мая 2018 года победил клуб ХИК и стал обладателем титула, хотя сам футболист пробыл весь матч на скамейке запасных. Свой дебютный гол за клуб в чемпионате забил 30 июня 2018 года против клуба «Ильвес».

#### Сезон 2019
Новый сезон начал с матча Кубка Финляндии 26 января 2019 года против клуба «Мариехамн». Вместе с клубом дошёл до четвертьфинальных матчей, где вылетел с розыгрыша турнира проиграв клубу ВПС. Первый матч в чемпионате сыграл 8 апреля 2019 года против клуба ВПС, выйдя на замену на 94 минуте. В июле 2019 года вместе с клубом отправился на квалификационные матчи Лиги Европы УЕФА. Дебютировал в рамках еврокубкового турнира 18 июля 2019 года против датского клуба «Брондбю». Весь сезон провёл преимущественно выходя на замену. Первым результативным действием отличился 31 августа 2019 года в матче против клуба «Ильвес», отдав голевую передачу. По итогу сезона стал серебряным призёром Вейккауслиги.

#### Сезон 2020
Первый матч сезона сыграл в рамках Кубка Финляндии 25 января 2020 года против клуба «Мариехамн». Затем регулярный сезон был приостановлен из-за пандемии COVID-19, который затем возобновился в середине июня 2020 года. В полуфинальном матче 28 июня 2020 года победил клуб «Лахти» и вышел в финал турнира. Первый матч в чемпионате сыграл 2 июля 2020 года в матче против клуба РоПС. В августе 2020 года вместе с клубом отправился на квалификационный матч Лиги Европы УЕФА, где проиграл венгерскому клубу «Гонвед». В финале Кубка Финляндии 3 октября 2020 года проиграл клубу ХИК. Первый в сезоне гол забил в матче 22 октября 2020 года против клуба ТПС. На протяжении сезона был одним из основных игроков клуба, также став серебряным призёром Вейккауслиги.

#### Сезон 2021
В начале 2021 года первый матч сыграл в рамках Кубка Финляндии 6 февраля 2021 года против клуба «Хонка». В четвертьфинальном матче 3 апреля 2021 года против клуба СИК отличился первым в сезоне забитым голом. В рамках полуфинального кубкового матча 10 апреля 2021 года проиграл клубу ХИК. Первый матч в чемпионате сыграл 9 мая 2021 года против клуба «Хака», выйдя на замену на 73 минуте. В июле 2021 года вместе с клубом отправился на квалификационные матчи Лиги конференций УЕФА. Первый матч сыграл 8 июля 2021 года против венгерского клуба «Академия Пушкаша», который закончился ничейным счётом. В ответной встрече 15 июля 2021 года венгерский клуб оказался сильнее и вышел в следующий квалификационный раунд. На протяжении сезона футболист часто выпадал из распоряжения клуба, однако помог занять 4 итоговое место.

### ХИК
В ноябре 2021 года футболист перешёл в финский ХИК. Дебютировал за клуб 18 апреля 2022 года против клуба ВПС, выйдя на замену на 92 минуте. В июле 2017 года футболист вместе с клубом отправился на квалификационные матчи Лиги чемпионов УЕФА. Свой дебютный матч в еврокубковом турнире сыграл 6 июля 2022 против латвийского клуба РФС. Дебютный гол за клуб забил в ответном матче 16 июля 2022 года против клуба ВПС. В рамках квалификаций Лиги чемпионов УЕФА вылетел от чешской «Виктории», тем самым отправившись на квалификационные матчи Лиги Европы УЕФА, где финский клуб смог выйти в групповой этап еврокубка. Первый матч в рамках Лиги Европы УЕФА сыграл 8 сентября 2022 года против испанского «Реал Бетиса». По итогу сезона футболист стал чемпионом Вейккауслиги.

### «Краковия»
В январе 2023 года футболист перешёл в польскую «Краковию», подписав контракт до конца июня 2025 года. Сумма трансфера футболиста составила порядка 250 тысяч евро. Дебютировал за клуб футболист 17 февраля 2023 года в матче против мелецкого клуба «Сталь». В следующем матче 25 февраля 2023 года против клуба «Пяст» футболист забил свой дебютный гол. Вторую половину чемпионата футболист провёл как один из основных игроков клуба, чередуя матчи в стартовом составе и со скамейки запасных, вместе с которым остановился на седьмом итоговом месте.
Новый сезон футболист начал с матча 22 июля 2023 года против мелецкой «Стали», выйдя на поле в стартовом составе. Первым в сезоне забитым голом за клуб футболист отличился 14 апреля 2024 года в матче против белостокской «Ягеллонии».

## Международная карьера
В ноябре 2016 года дебютировал за молодёжную сборную Финляндия до 20 в товарищеском матче против Польши.
В сентябре 2022 года вместе с национальной сборной Финляндии отправился на матчи Лиги Наций. Дебютировал за сборную 17 ноября 2022 года в товарищеском матче против сборной Северной Македонии.

## Достижения
«Интер» Турку
- Обладатель Кубка Финляндии: 2017/18

ХИК
- Чемпион Финляндии: 2022